# Necròpolis del Puig Rodó (Santpedor)
La necròpolis del Puig Rodó es troba a Santpedor (Bages), declarat Bé cultural d'interès local.
És una necròpolis formada per 6 tombes tipus cista de l'alta edat mitjana (s.VIII-X).

## Localització
La necròpolis es troba al planell del Puig Rodó. És un petit turó situat a la dreta del camí veïnal de Santpedor en direcció al Mas Llussà, aproximadament a 1 km del nucli de la població.

## Dades històriques
-La tipologia de les tombes (cistes de lloses) i el fet que es tracta d'un cementiri isolat permet situar-la en un moment força reculat, previ a la centralització dels enterraments en els cementiris eclesiàstics.
- Les restes van ser descobertes i excavades l'any 1976 pel grup 616 de "Misión Rescate" de Santpedor.
- Entre els elements funeraris trobats dins les tombes destaca una sivella del tipus "visigòtiques", que poc temps després va ser robada (1980).
- No s'hi ha fet mai cap excavació arqueològica sistemàtica.

## Descripció
Aquest petit cementiri medieval consta de 6 tombes del tipus de cista. Estan situades al planell que es forma a la part alta del turó. Les tombes tenen lloses de pedra als quatre costats i com a coberta. Tenim les mides de tres tombes:
1. 189x56x50 cm.
2. 135x32x48 cm.
3. 143x34x39 cm.

(L'última mesura correspon a la fondària)
Actualment el conjunt està molt malmès i és difícil de localitzar la totalitat de les tombes. La necròpolis no està senyalitzada i no hi ha cap element de protecció.